# Tiocianat de potasiu
Tiocianatul de potasiu este un compus anorganic cu formula KSCN, sarea potasiului cu acidul tiocianic. Este una dintre cele mai importante săruri ale acestui acid, fiind folosită adesea în analiza chimică (calitativă) pentru determinarea cationilor de fier trivalent (Fe3+).

## Obținere
Tiocianatul de potasiu poate fi obținut prin topirea cianurii de potasiu cu sulf sau prin reacția dintre hidroxidul de potasiu și tiocianat de amoniu. Tiocianatul de amoniu poate fi obținut în urma reacției dintre sulfură de carbon și amoniac, în condiții de temperatură și presiune ridicate:
{\displaystyle {\ce {{CS2}+ {2 NH3}-> {NH4SCN}+ {H2S}}}}
{\displaystyle {\ce {{KOH}+ {NH4SCN}-> {KSCN}+ {NH4OH}}}}

## Proprietăți chimice

### Analiza fierului
Tiocianatul de potasiu este reactivul specific folosit în analiza chimică pentru identificarea cationului trivalent de fier Fe3+. Astfel, o soluție apoasă de tiocianat adăugată la soluția unei săruri de fier trivalent (sare ferică, cum este clorura ferică) va forma o soluție de colorație roșu-sângerie, specifică tiocianatului de fier (III). Reacția poate fi scrisă în două moduri:
{\displaystyle \mathrm {Fe^{3+}+3\ SCN^{-}+3\ H_{2}O\longrightarrow [Fe(SCN)_{3}(H_{2}O)_{3}]} }
{\displaystyle {\ce {{FeCl3}+ {3KSCN}-> {Fe(SCN)3}+ {3KCl}}}}

### Alte reacții
Soluțiile apoase de tiocianat de potasiu reacționează aproape cantitativ cu azotatul de plumb divalent Pb(NO3)2 cu obținerea tiocianatului de plumb Pb(SCN)2, care a fost utilizat pentru conversia clorurilor de acil în tiocianați.
{\displaystyle {\ce {{Pb(NO3)2}+ {2KSCN}-> {Pb(SCN)2}+ {2KNO3}}}}
În prezența tiocianatulului de potasiu, carbonatul de etenă se transformă în sulfură de etenă (tiiran).  Pentru acest proces, sarea este prima dată topită în vid pentru a se elimina apa. Într-o reacție analoagă, tiocianatul transformă oxidul de ciclohexenă în episulfurile corespunzătoare.
{\displaystyle {\ce {{C6H10O}+ {KSCN}-> {C6H10S}+ {KOCN}}}}